# Théâtre romain de Vérone
Le théâtre romain de Vérone est un théâtre antique à ciel ouvert construit au Ier siècle av. J.-C. au pied de Colle San Pietro, sur la rive gauche de l'Adige. C’est l’un des théâtres les mieux conservés du nord de l’Italie, si bien que cela fait partie de l'itinéraire de l'exposition du musée archéologique du même nom dans la ville, ainsi que d'un espace théâtral et du siège, pendant les mois d'été, du théâtre d'été Véronèse, dont les éditions sont ininterrompues depuis 1948.

## Histoire
Le théâtre a été construit à la fin du Ier siècle av. J.-C. Avant sa construction, deux murs étaient construits le long du fleuve Adige, entre le pont de Pierre et le pont Postumio, afin de le protéger contre les inondations. Le théâtre a subi dans l'histoire de graves dommages du fait de tremblements de terre et d'inondations, ainsi que de l'action du temps et des hommes. Peu à peu, l'édifice fut même enseveli sous les ruines, et de nouveaux bâtiments furent petit à petit construits sur ses fondations. Les premiers travaux de dégagement remontent à 1757 et furent effectués par l'abbé Fontana. Puis au XIXe siècle ce fut l'archéologue Andrea Monga, qui en 1830 acheta toutes les maisons de la colline pour les démolir et dégager les restes de l'antique théâtre. Les fouilles ne furent définitivement achevées qu'en 1955. 

## Description

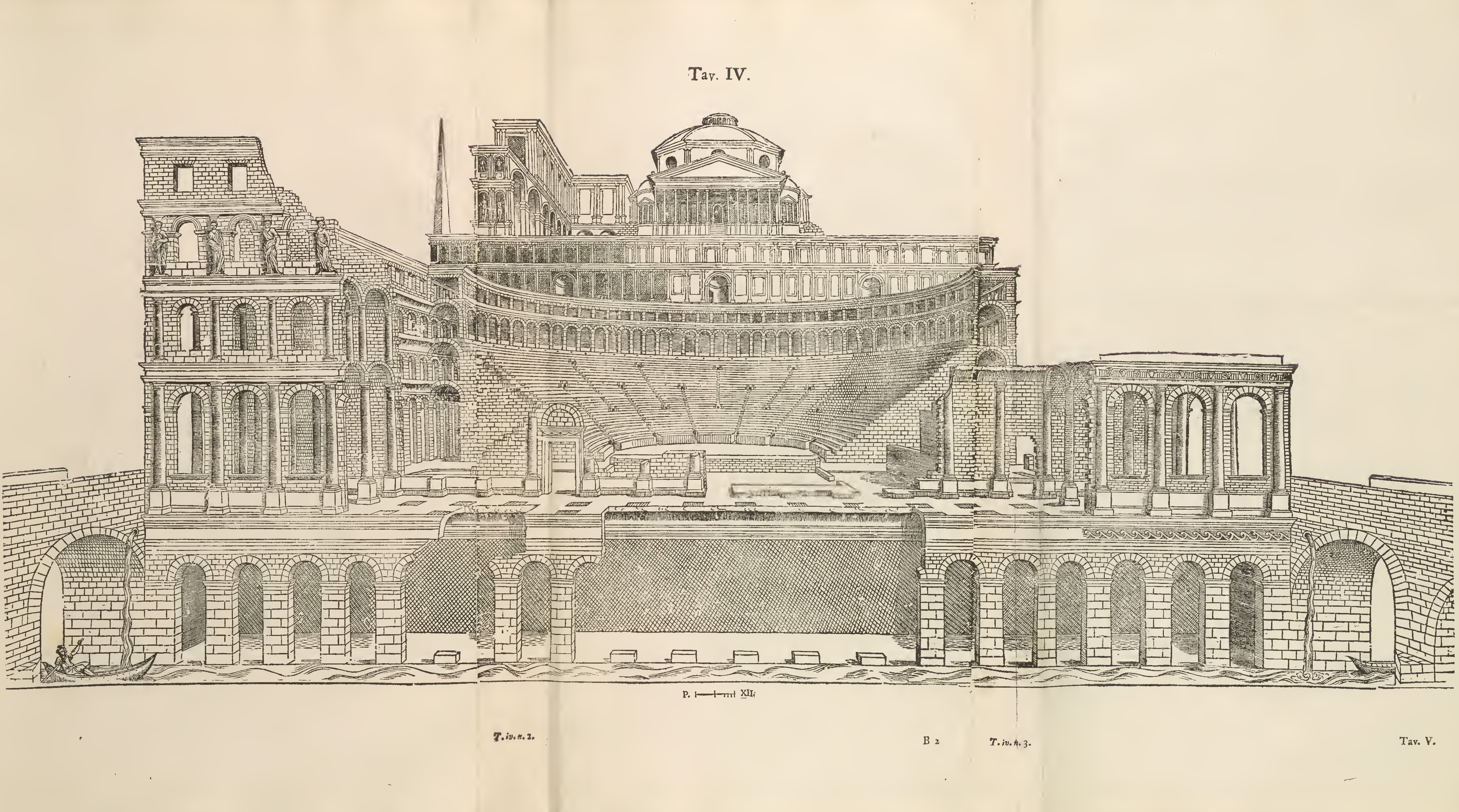
Le théâtre romain de Vérone, estampe, par le peintre Giovanni Caroto, 1764.

Aujourd'hui, seuls les vestiges de l'édifice sont visibles. Ils comprennent les grottes et les marches, plusieurs arcades des loggias et les vestiges de la scène. Une partie de la cavea était occupée par l'église de S. Siro, construite au Xe siècle et restaurée au XIVe siècle.
Le sommet de la colline a été construit sur une série de terrasses.

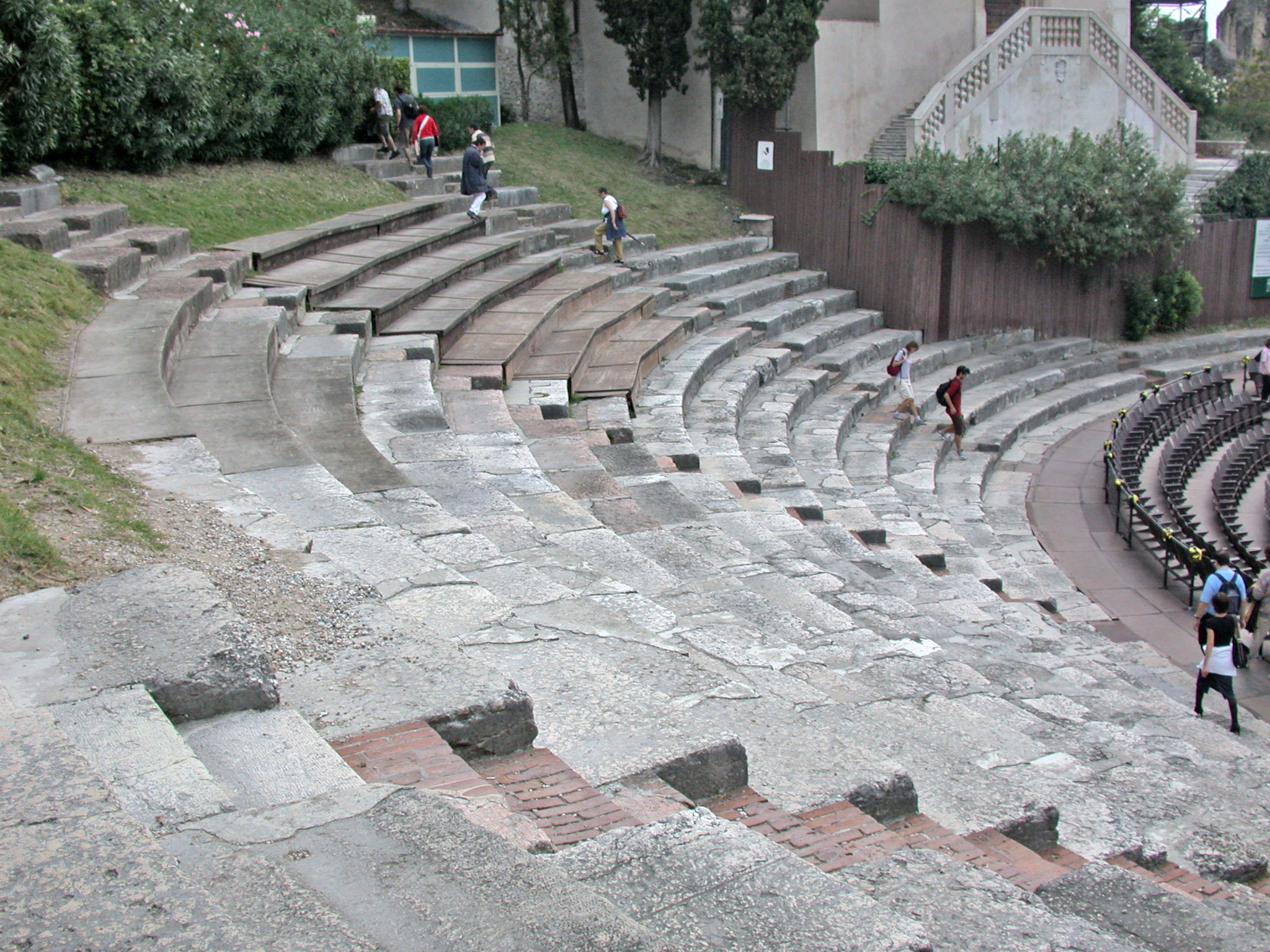
Cavea.
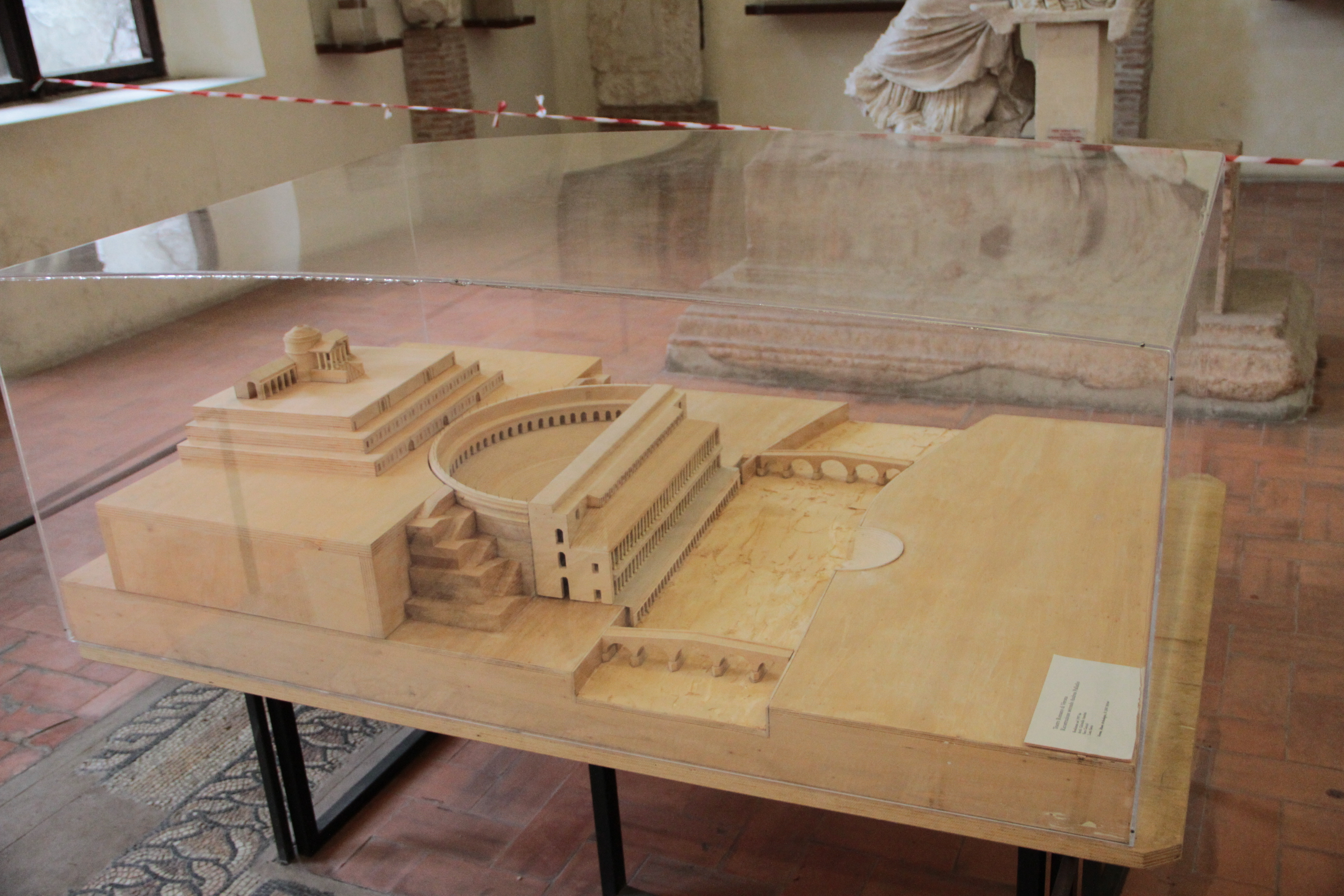
Modèle du théâtre.
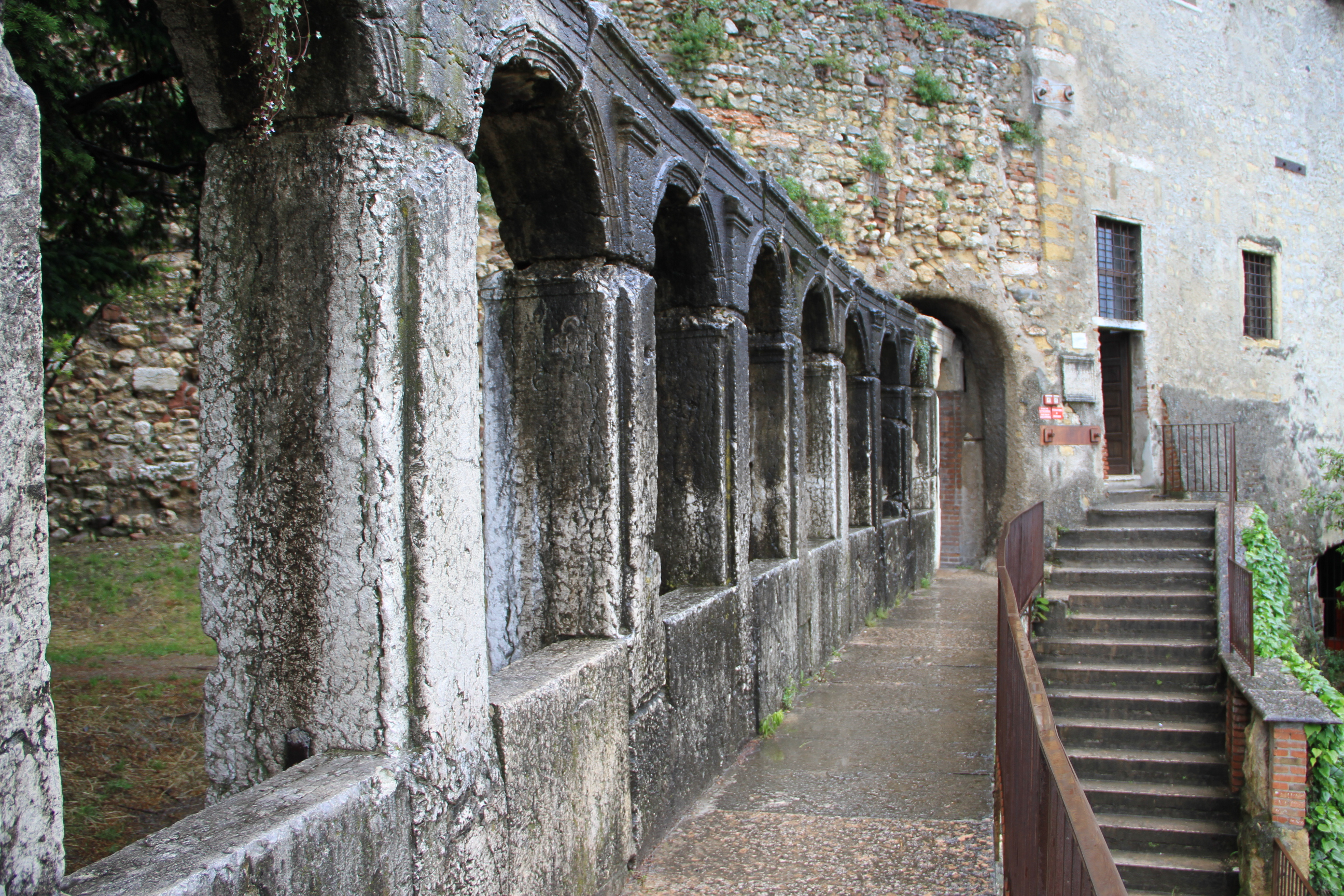
Arcade monumentale, au-dessus de la cavea.